# Бубе у глави
„Бубе у глави“ је југословенски филм из 1970. године. Режирао га је Милош Радивојевић, а сценарио су поред њега писали Миодраг Илић и Светолик Влајковић.

## Радња
Млади човек у потрази за сопственим интегритетом. Младић и девојка, чак и у свом емоционалном заносу, не могу да савладају своју духовну тескобу. Они се воле, али им љубав не полази за руком. Не налазе решења за своје сумње, нити оправдање за своје егзистенцијално стање. Младић има осећај да је погрешан човек у правом свету, односно прави човек у погрешном свету.

## Улоге
| Глумац                    | Улога        |
| ------------------------- | ------------ |
| Миља Вујановић            | Вера         |
| Драган Николић            | Драган       |
| Рахела Ферари             | Професорка   |
| Миливоје Мића Томић       | Доктор       |
| Бранислав Цига Миленковић | Лекар        |
| Слободан Алигрудић        | Пословођа    |
| Александар Марковић       | Верин колега |
| Ђорђе Мартиновић          | Верин колега |
| Драган Вилотић            | Милиционер   |
| Светолик Никачевић        |              |
| Неда Огњановић            |              |